# Artocarpus odoratissimus
Artocarpus odoratissimus är en mullbärsväxtart som beskrevs av Francisco Manuel Blanco. Artocarpus odoratissimus ingår i släktet Artocarpus och familjen mullbärsväxter. Inga underarter finns listade i Catalogue of Life.

## Bildgalleri

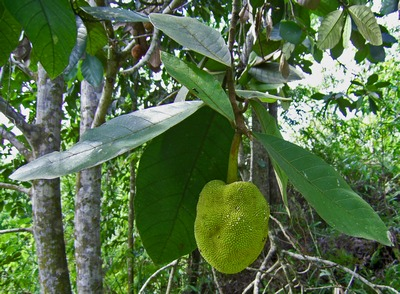
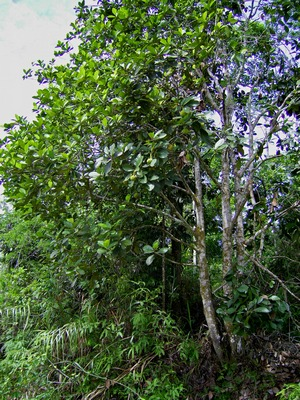
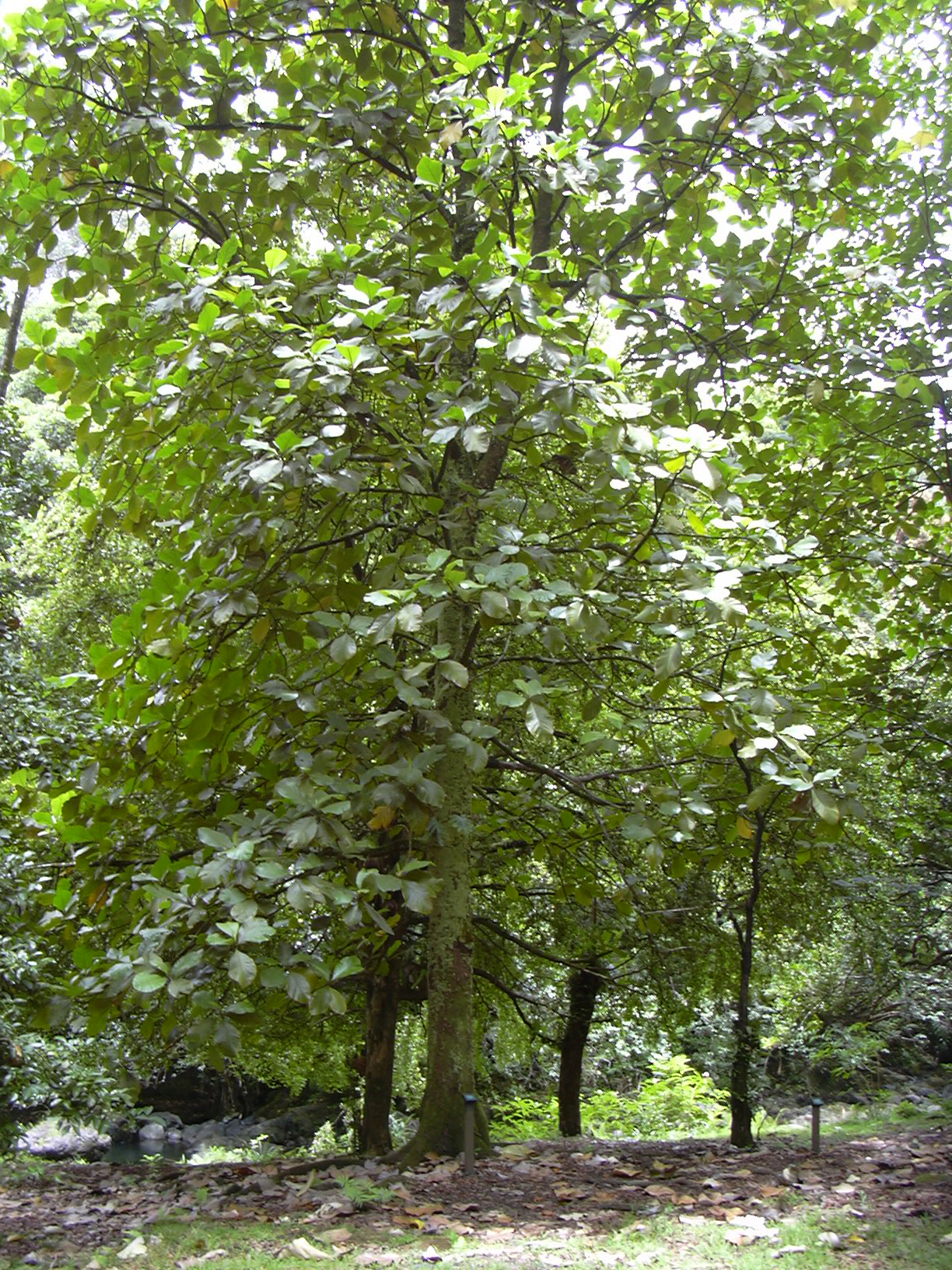
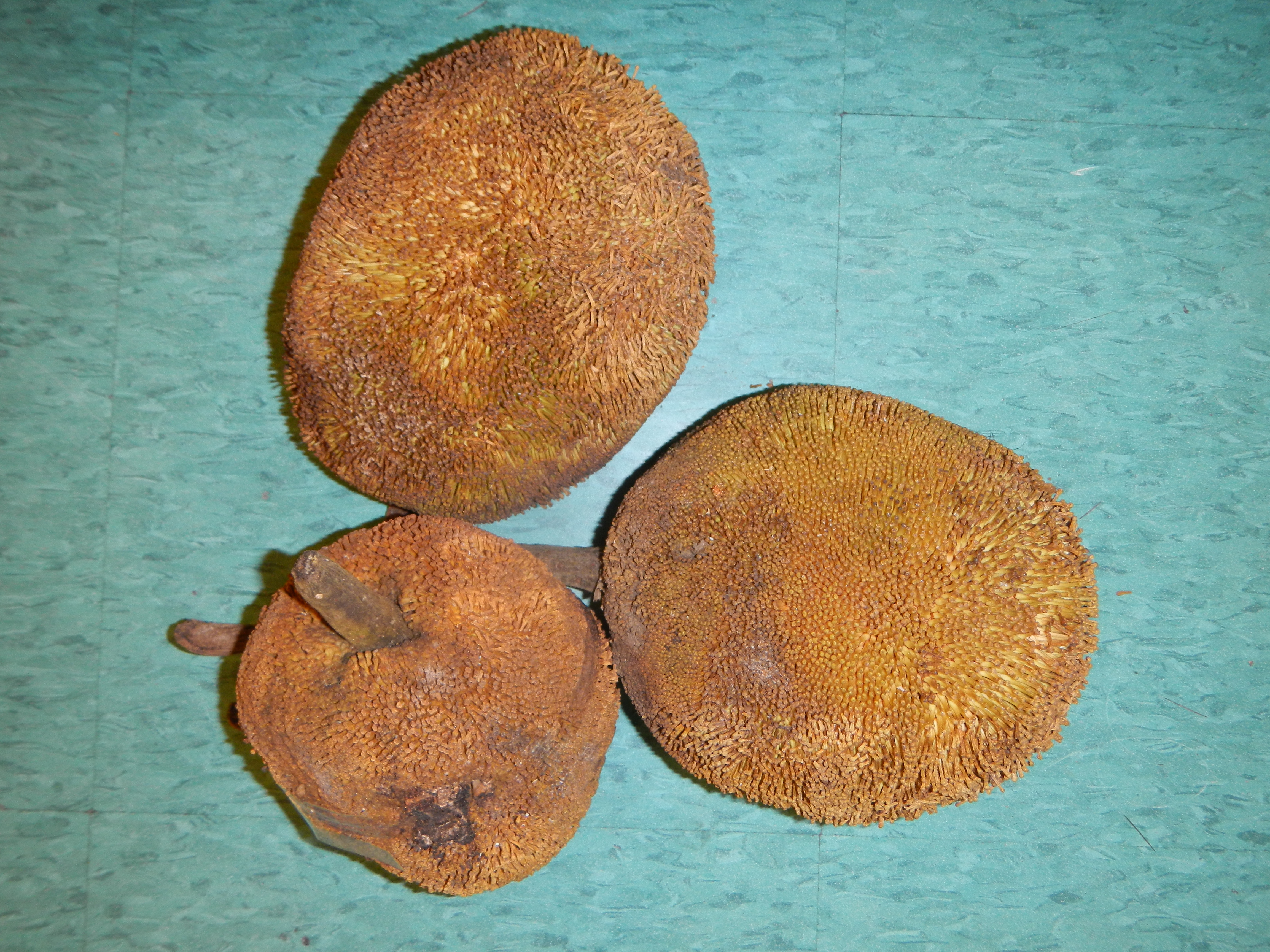
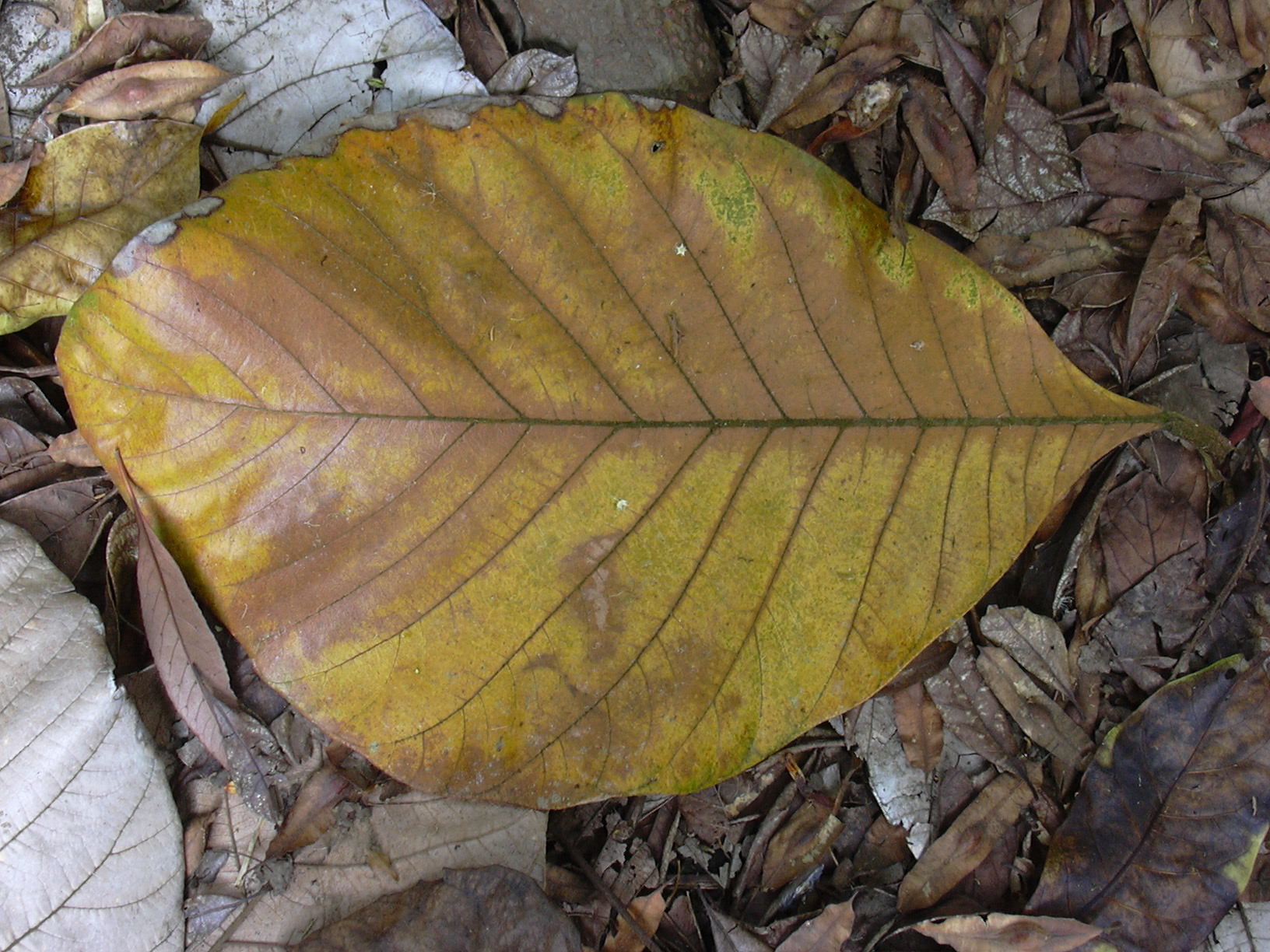
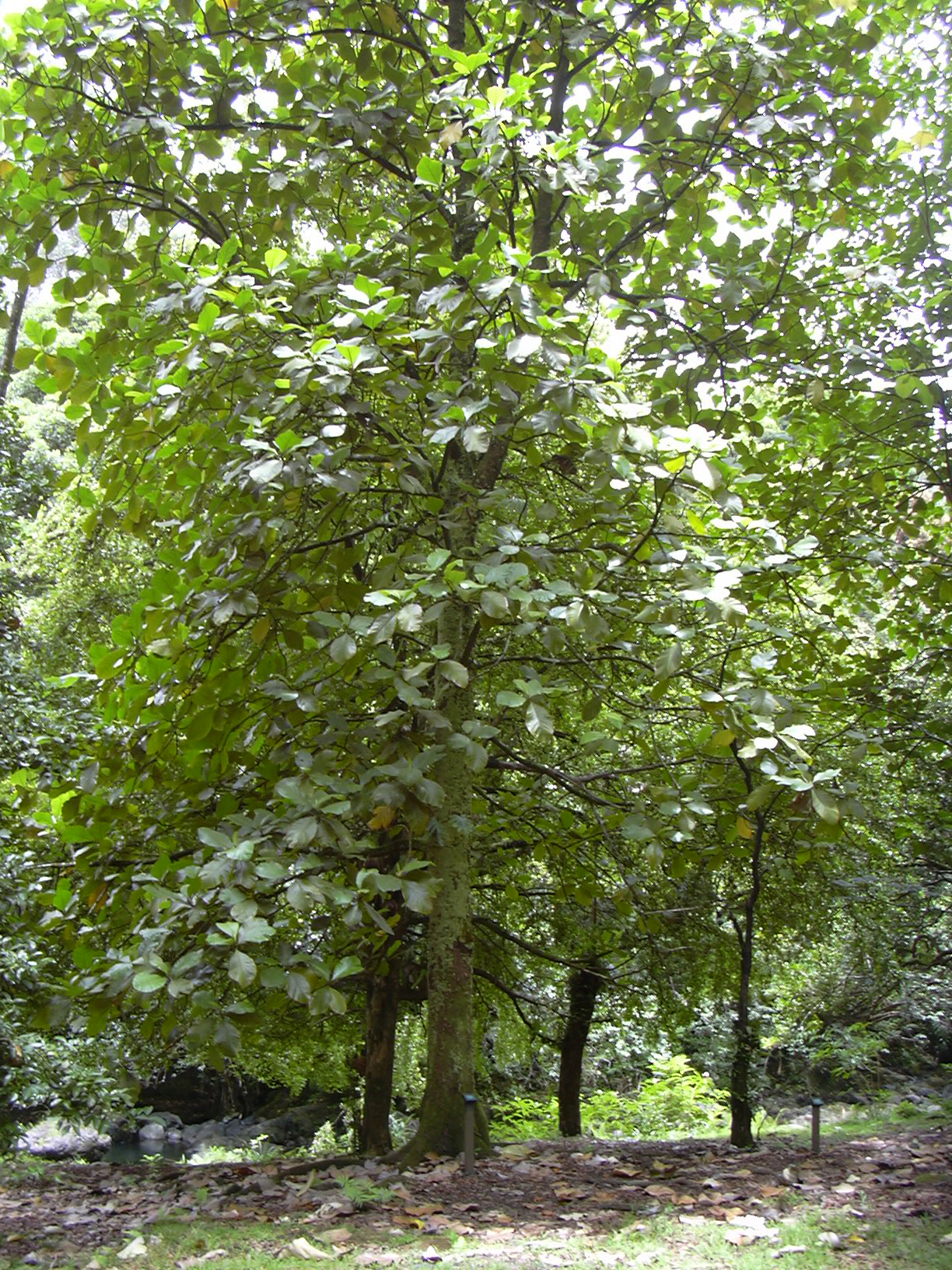